# ヴィクトリア (1986年の映画)
『ヴィクトリア』（原題: Mesmerized）は、1986年に公開されたイギリス・ニュージーランド・オーストラリア合作のサスペンス映画。ジョディ・フォスターとジョン・リスゴーの共演で、ジョディ・フォスターは製作にも携わっている。日本ではソフトの発売時期によって『禍いの家の花嫁』『ジョディ・フォスターのヴィクトリア 禍いの家の花嫁』という邦題も存在する。

## あらすじ
孤児院で育った少女ヴィクトリアは、実業家のオリバーと結婚した。しかし、オリバーは彼女に暴力をふるうようになり、ヴィクトリアは夫に恐怖感を抱いてゆく。

## キャスト
| 役名         | 俳優                   | 日本語吹替 |
| ------------ | ---------------------- | ---------- |
| ヴィクトリア | ジョディ・フォスター   | 勝生真沙子 |
| オリバー     | ジョン・リスゴー       | 佐々木勝彦 |
| ウィルソン   | マイケル・マーフィー   | 仲野裕     |
| ジョージ     | ダン・ショア           | 関俊彦     |
| オリバーの父 | ハリー・アンドリュース | 筈見純     |

- 日本語吹替はポニーキャニオンから発売のVHSに収録
  - 翻訳：入江敦子
  - 演出：蕨南勝之